# قمة الآلهة
قمة الآلهة هي سلسلة مانغا يابانية من كتابة جيرو تانيجوتشي،تم تحويل المانفا لفيلم أنمي تم عرضه على نتفليكس في 30 نوفمبر 2021.